# نومسا كوبي ماناكا
نومسا كوبي ماناكا (1962-) هي راقصة ومصممة رقصات وممثلة من جنوب إفريقيا. ولدت في أورلاندو وهي منطقة سويتو الحضرية في جوهانسبرغ جنوب إفريقيا.

## سيرتها الشخصية
بعد أن تدربت مانكا على الباليه الكلاسيكي، قامت بتدريس الرقص في مركز فوندا الذي أسسه زوجها ماتسيميلا ماناكا. وفي عام 1989 أدت دوراً في مسرحية جوري التي تدور أحداثها في مكان تجمع العبيد المتجهين إلى أمريكا، وتتناول الرحلة الروحية لإمرأة شابة سوداء، وتقوم هذه المرأة بتعلم الرقص الأفريقي مما يقودها إلى اكتشاف الذات، وتسافر عبر القارة وينتهي بها الأمر في جوري بالسنغال، وهناك تلتقي بإمرأة أكبر سنًا تلعب دورها سيبونجيل كومالو، مما يساعدها على التعرف على تراثها الإفريقي.
في عام 1991 أسست ماناكا مجلة رقص( قوس قزح الأمل) وأنشأت تصميمات الرقصات بما في ذلك أوبرا ابنة نيبو في عام 1993. وتقوم بدمج التقاليد الإفريقية وأساليب الرقص المعاصر في مجال تصميم الرقصات. توفي زوجها ماتسيميلا ماناكا عام 1998 في حادث سيارة. وفي عام 2010 ظهرت ماناكا في الفيلم القصير الذي أخرجه تييسيتسو دلادلا في المنفى، حول امرأة تتصالح مع منفاها السياسي في الولايات المتحدة عام 1990.
خلال العقد الأول من القرن الحادي والعشرين عاشت مع الموسيقار هيو ماسيكيلا الذي كان يعاني من سرطان البروستاتا. وتم تشخيص إصابتها بسرطان المبيض في عام 2016. وقالت عن أسلوبهم في التعامل مع المرض:"كان من المهم لكلينا أن نرسل رسالة مفادها أننا يجب أن نحتفل بحياتنا ومن نحن. لا ينبغي لنا أن نسمح للسرطان أن يقودنا". توفي هيو ماسيكيلا في يناير 2018، وتعافت ماناكا من المرض بعد أشهر من العلاج الكيميائي، وأثناء تعافيها خطرت لماناكا فكرة إنتاج الرقص "الرقص خارج السرطان"، الذي أقيم في مسرح جوبورج لجمع الأموال لمرضى السرطان.